# 阿拉斯会议
阿拉斯會議（Congress of Arras）是在1435年於阿拉斯召開的外交會議。與會代表包含英格蘭王國、法蘭西王國以及勃艮地公國。在接近尾聲的百年戰爭中，此會議和阿拉斯條約都象徵英國的外交失敗與法國的勝利。

## 會議過程
英國代表只認為這次的會議是英法兩國間的和平會談。他們要求長期休戰，並讓年少的英王亨利六世和法王查理七世之女聯姻，但英國並不願意放棄對法國王權的主張，強硬的立場使這次會議沒有結果。會議中途英國代表團遭到法國將軍尚·普騰·桑特萊伊和拉海爾襲擊，事件平息後英方便中途退出此次會議。
在此之間，法國代表團與教士代表呼籲勃艮地的好人菲利浦和查理七世和解。（勃艮地在當時是法國的封地，但實際上是獨立邦國，1419年菲利浦之父被謀殺後，查理七世被認定是共謀者，因此勃艮地便和英國結盟，協助英國對法國的入侵計畫。）英國代表團在回歸會議後發現他們的同盟已經倒戈到法方。英國攝政貝福德公爵在1435年9月14日過世，剛好是在會議得出結論的一周前。

## 阿拉斯條約
1435年各代表簽訂阿拉斯條約作為會議的結論，並成為法國在百年戰爭末期重大的外交成就。整體上，這場會議和解了法王查理七世與勃艮地公爵菲利浦的長期矛盾關係。
由於打破勃艮地與英格蘭的同盟，查理七世鞏固了他作為法國最高領導者的地位，以對抗英王亨利六世的立場。勃艮第派與阿馬尼亞克派的內戰也在此時結束，為當代非常重要的政治事件。除此之外，法國早已與蘇格蘭為同盟關係，而英國被孤立。從1435年後，英國在法國的佔領地持續減少。
這次會議的成功受到教宗尤金四世與巴賽爾會議（Council of Basel）的推動。其中各個代表團都依法免除菲利普公爵對英國的義務。

### 法國與勃艮第的條約內容
勃艮第得免除對法王的效忠，而成為法國的附庸國，實質上為獨立國家。查理七世也承諾會懲處謀殺菲利普父親「無畏的約翰」的殺手。
以下區域也成為勃艮第公國的領地
- 歐塞爾郡、布洛涅郡
- 索姆省的城市與佩羅訥
- 蓬蒂約〈今法國皮卡第省〉
- 韋爾芒杜瓦〈今法國皮卡第省〉與其首府聖康坦

作為回報，菲利普三世承認查理七世為法國國王，並歸還托內爾郡。

## 參看
- 百年戰爭
- 1300年－1499年條約列表
- 中世紀的法國
- 英國歷史
- 法國歷史
- 勃艮第公國

## 延伸閱讀
- Joycelyne Gledhill Dickinson, The Congress of Arras, 1435: A Study in Medieval Diplomacy New York: Biblo and Tannen, 1972.

## 外部連結
- A book excerpt covering the era
- A Popular History of France from the Earliest Times （页面存档备份，存于） by François Pierre Guillaume Guizot, Volume 3